# The Florida Project
The Florida Project là một phim điện ảnh chính kịch của Mỹ năm 2017 do Sean Baker đạo diễn, với phần kịch bản do chính Baker cùng Chris Bergoch thực hiện. Phim có sự tham gia diễn xuất của Willem Dafoe, Brooklynn Prince, Bria Vinaite, Valeria Cotto, Christopher Rivera và Caleb Landry Jones. Trong số các diễn viên trẻ bao gồm Bria Vinaite, Valeria Cotto, Christopher Rivera và Mela Murder, đây đều là lần đầu tiên các diễn viên này được tham gia đóng trong một phim điện ảnh. Nội dung phim xoay quanh câu chuyện về cuộc sống của cô bé sáu tuổi sống cùng bà mẹ nổi loạn trong một nhà trọ tại Kissimmee, Florida. Tên của bộ phim được bắt nguồn từ cái tên trước đây của khu Walt Disney World, một địa điểm gần bối cảnh nơi bộ phim được đặt.
The Florida Project được công chiếu ra mắt tại Liên hoan phim Cannes 2017 tại hạng mục Directors' Fortnight, và được hãng phim A24 khởi chiếu tại Mỹ vào ngày 6 tháng 10 năm 2017. Phim được khen ngợi cả về chỉ đạo đạo diễn lẫn diễn xuất của các diễn viên. The Florida Project được cả Ủy ban Quốc gia về Phê bình Điện ảnh lẫn Viện phim Mỹ liệt kê vào top 10 phim điện ảnh hay nhất năm 2017. Dafoe nhận được nhiều đề cử cho Nam diễn viên phụ xuất sắc nhất tại Giải Oscar, Giải Quả cầu vàng, Giải SAG và Giải BAFTA.

## Nội dung
Trong căn phòng trọ chật hẹp ở khu nhà trọ Magic Castle, cô bé sáu tuổi Moonee sống cùng mẹ nuôi Halley, một vũ công thoát y vừa bị đuổi việc. Hàng ngày, cậu bạn Scooty và Dicky rủ Moonee rong ruổi, bày đủ trò nghịch ngợm. Trong một lần thi xem ai nhổ nước bọt xa hơn lên ôtô một phụ nữ ở Futureland, khu trọ kế bên, Moonee quen Jancey và hai cô bé nhanh chóng trở nên thân thiết.
Không thể tiếp tục múa thoát y, Halley nghĩ đủ cách kiếm sống từ bán nước hoa đến làm gái điếm để có tiền trả nhà trọ trước khi quản lý Bobby tống cổ hai mẹ con ra đường. Sau lần lũ trẻ vô tình làm một căn hộ bỏ hoang bốc cháy, Ashley, mẹ Scooty và là bạn thân của Halley, cấm con trai giao du với đám trẻ. Cô cũng ngừng trộm thức ăn từ nhà hàng mình làm việc cho mẹ con Moonee. Một đêm tuyệt vọng, Halley gõ cửa xin Ashley giúp đỡ nhưng bị chế nhạo chuyện làm gái điếm, cô đã đánh Ashley. Sự kiện lập tức khiến mùa hè vô tư lự của Moonee đầy nước mắt.

## Diễn viên
- Brooklynn Prince vai Moonee
- Bria Vinaite vai Halley
- Willem Dafoe vai Bobby Hicks
- Valeria Cotto vai Jancey
- Mela Murder vai Ashley
- Christopher Rivera vai Scooty
- Aiden Malik vai Dicky
- Caleb Landry Jones vai Jack Hicks
- Macon Blair vai Khách du lịch John
- Sabina Friedman-Seitz vai Sarah

## Sản xuất
The Florida Project được quay dưới định dạng phim 35mm. Baker thực hiện cảnh quay cuối cùng tại khu Công viên Magic Kingdom của Walt Disney World một cách "rất giấu giếm", sử dụng chiếc iPhone 6S Plus và khu nghỉ dưỡng này không hề biết điều đó. Đễ giữ bí mật, công tác quay phim tại khu nghỉ dưỡng chỉ sử dụng tối thiểu các nhân sự trong đội ngũ làm phim, bao gồm Baker, Bergoch, nhà quay phim Alexis Zabe, người hướng dẫn diễn xuất Samantha Quan, Cotto, Prince, và đội bảo hộ của hai cô bé. Baker có dụng ý làm đoạn cuối để làm sáng tỏ cho khán giả: "Chúng ta đã thấy Moonee sử dụng trí tưởng tượng và sự phi thường của cô bé trong suốt cả bộ phim để khiến cho hoàn cảnh của mình trở nên tuyệt vời nhất có thể—cô bé không thể tới Disney's Animal Kingdom, vậy nên cô bé đi tới cái 'sa mạc' đằng sau nhà trọ để ngắm những con bò; cô bé đi tới căn hộ bị bỏ hoang bởi vì cô không thể vào trong khu Haunted Mansion. Và ở đoạn kết, với sự việc không thể tránh được ấy, chính tôi đã nói với khán giả rằng, 'Nếu bạn muốn có một kết thúc hạnh phúc, bạn sẽ phải bay vào trí tưởng tượng của một đứa trẻ bởi vì, đó là cách duy nhất mà bạn có thể có được nó."

## Phát hành
The Florida Project được công chiếu ra mắt tại Liên hoan phim Cannes 2017 tại hạng mục Directors' Fortnight vào ngày 22 tháng 5 năm 2017. Một thời gian ngắn sau đó, hãng A24 mua được bản quyền phân phối phim tại thị trường Mỹ, và quyết định khởi chiếu phim một cách giới hạn từ ngày 6 tháng 10 năm 2017 tại thị trường này.

## Đánh giá chuyên môn

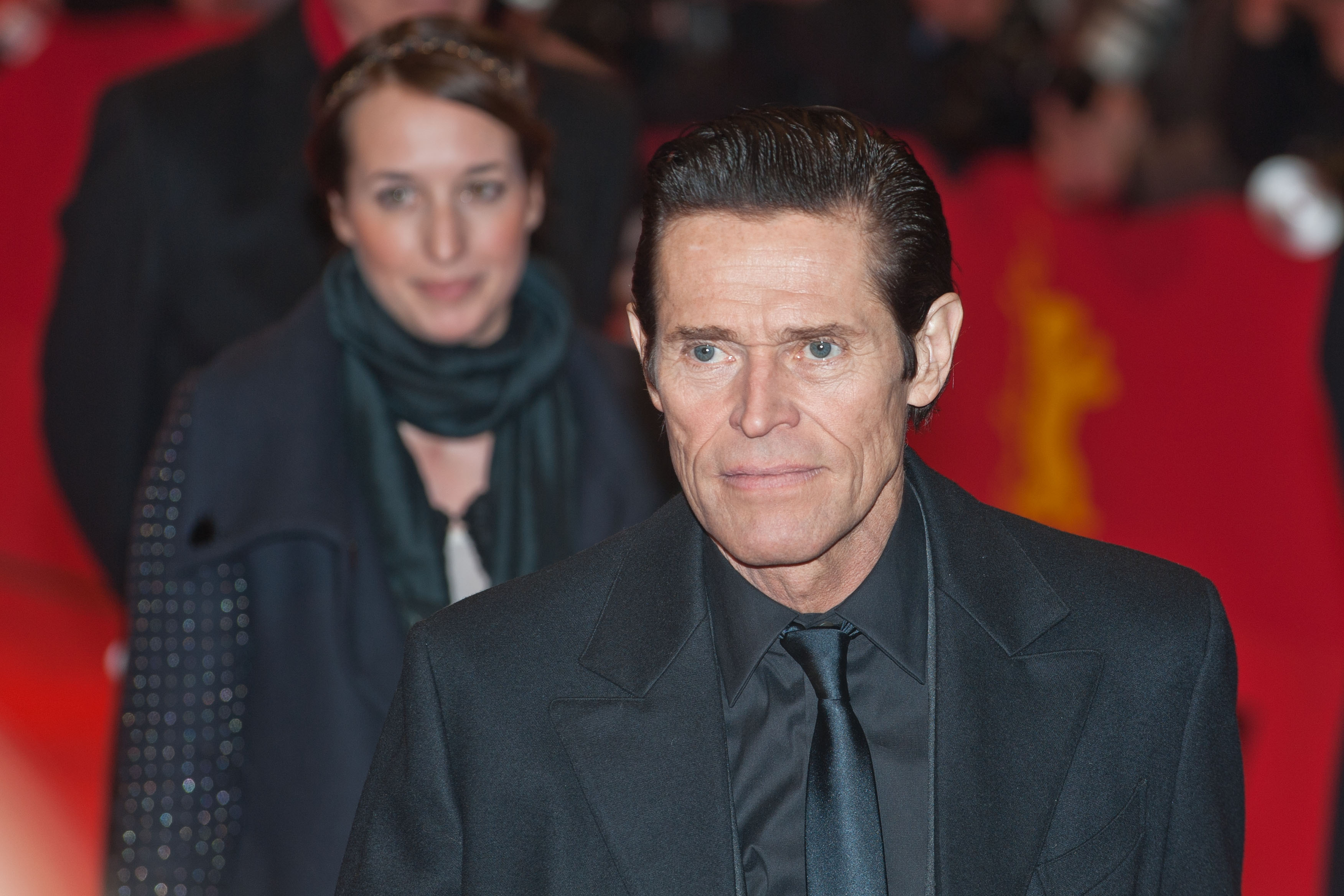
Willem Dafoe nhận được nhiều đánh giá tích cực từ giới chuyên môn và nhận được một đề cử Giải Oscar cho vai diễn của mình.

Trên hệ thống tổng hợp kết quả đánh giá Rotten Tomatoes, phim nhận được 95% lượng đồng thuận dựa theo 244 bài đánh giá, với điểm trung bình là 8,7/10. Các chuyên gia của trang web nhất trí rằng, "The Florida Project cho ta một cái nhìn đồng cảm đầy màu sắc về một phần của dân số, vẫn hấp dẫn cho dù nó làm dấy lên những câu hỏi về nước Mỹ hiện đại." Trên trang Metacritic, phần phim đạt số điểm 92 trên 100, dựa trên 44 critics, nhận xét, chủ yếu là những lời khen ngợi.
Ann Hornaday từ tờ The Washington Post bình luận "Dafoe đã mang tới một vai diễn ổn nhất mà chúng ta nhớ được về anh, đem đến cho cuộc sống thiếu cao đạo ấy một nhân vật với le lói tia hi vọng." Richard Roeper từ Chicago Sun-Times thì viết, "Đó là bộ phim sẽ khiến bạn phải co rúm lại nhiều lần, và bạn chắc chắn sẽ không muốn xem lại nó lần thứ hai, nhưng việc xem bộ phim này một lần duy nhất cũng không thể khiến bạn quên nó đi nhanh chóng." However, Cassie da Costa of Film Comment criticized the film, writing, "Baker crudely renders his marginalized subjects because while he can imagine their daily realities he cannot fully fathom their inner lives." Diệu Anh từ Zing cho phim số điểm 8/10 với lời bình, "Chỉ có khiêm tốn một đề cử Oscar năm nay, nhưng "The Florida Project" vẫn là một tác phẩm điện ảnh độc lập đáng nhớ đến từ đạo diễn Sean Baker."